# Dendropsophus microcephalus
La ranita mísera (Dendropsophus microcephalus) es una especie de anfibio de la familia Hylidae. La cabeza es plana y el hocico es redondeado y corto. Los ojos tienen pupilas elípticas dispuestas horizontalmente. Las fosas nasales están dirigidas lateralmente y el área entre las fosas nasales es algo cóncava. Esta especie puede someterse a un cambio de color. Durante la noche, el dorso es de color amarillo claro con varias marcas de color marrón o marrón claro. Durante el día, el dorso es de color tostado, amarillo o marrón claro con manchas más oscuras marrones o rojas. Esta rana tiene uniformemente muslos amarillos con una línea marrón, a menudo rodeadas de una estrecha línea blanca que se extiende desde la fosa nasal para la ventilación.

## Distribución geográfica y hábitat
Habita en Belice, Brasil, Colombia, Costa Rica, Guayana Francesa, Guatemala, Guyana, Honduras, México, Nicaragua, Panamá, Surinam, Trinidad y Tobago, Venezuela y, posiblemente, Bolivia, El Salvador, Perú y Argentina.
Sus hábitats naturales incluyen bosques tropicales o subtropicales secos y a baja altitud, montanos secos, sabanas secas, praderas parcialmente inundadas, marismas de agua dulce, corrientes intermitentes de agua, pastos, plantaciones, jardines rurales, zonas previamente boscosas ahora muy degradadas, estanques, canales y diques.

## Actividad y comportamientos especiales
Durante la temporada de apareamiento, las ranas macho se reúnen en grandes grupos alrededor de las áreas de cría y llame de gramíneas o juncos a la orilla del agua, o mientras se sienta en la vegetación emergente. Áreas preferentes de cría son lagunas temporales, zanjas poco profundas, o pantanos. Los machos cantan en hojas de plantas emergentes en charcos temporales de poca profundidad. Con frecuencia realizan el amplexo sobre las plantas y depositan los huevos en masas pequeñas que flotan en el agua y que en ocasiones están parcialmente pegadas a la vegetación. Se reproducen a lo largo del año.